# オットー・ハインリヒ・エンゲル
オットー・ハインリヒ・エンゲル（ドイツ語: Otto Heinrich Engel, 1866年12月27日 - 1949年1月30日）はドイツの画家である。

## 略歴
ヘッセン大公国（現在のドイツヘッセン州）オーデンヴァルト郡のエアバッハに生まれた。

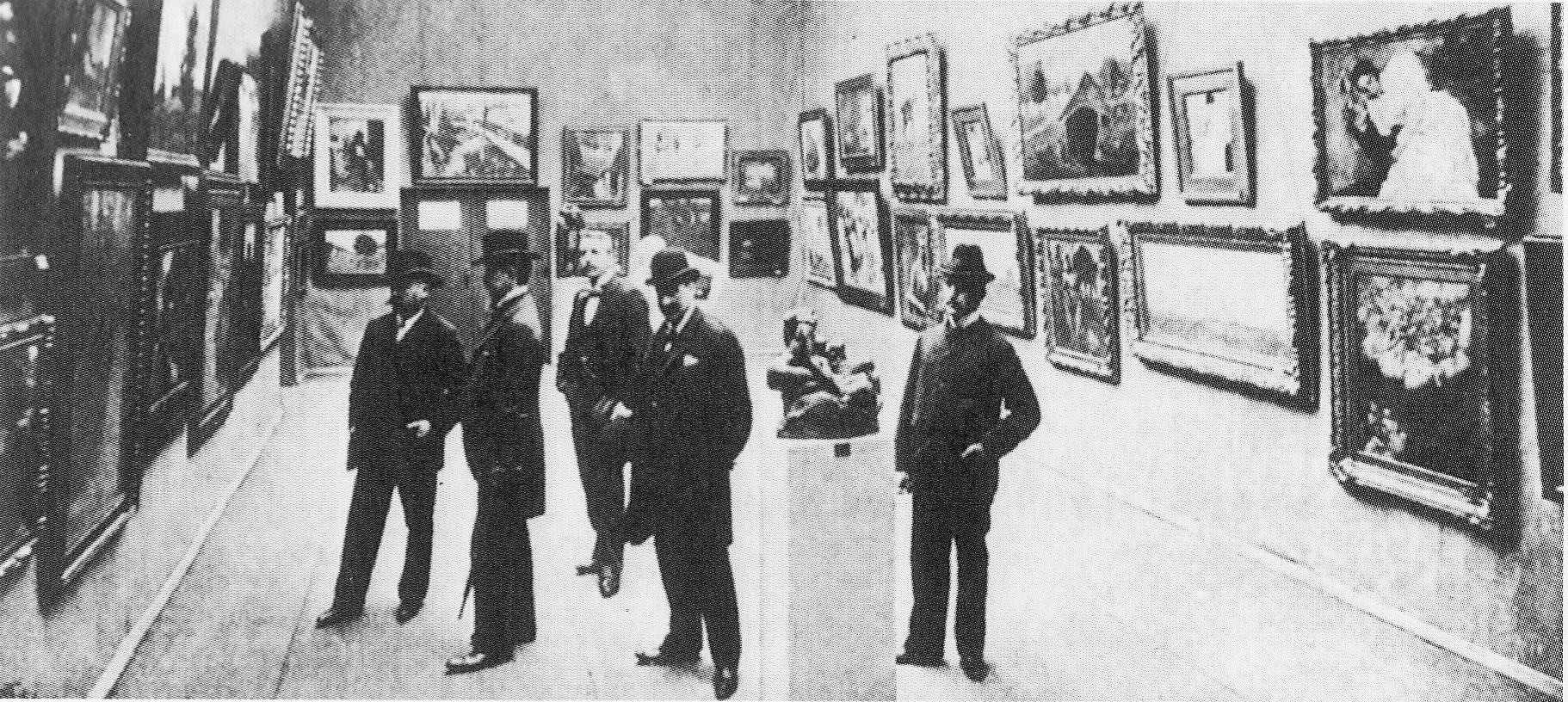
1900年の分離派展のエンゲル(左から3人目)

19世紀後半のドイツの前衛的な画家の一人と考えられていて、1898年にヴァルター・ライスティコフ、ルートヴィヒ・デトマン、オスカー・フレンツェル、クルト・ヘルマン、フリッツ・クリムシュ、マックス・リーバーマンといったメンバーとともに「ベルリン分離派」の創立メンバーとなった。その後の分離派の展覧会などへの関与は初期の数年に留まった。
1901年から1914年の間は夏は北海の島、フェール島で制作を行い、民族衣装を着た若い娘や風景を主題に絵を描いた。1902年と1908年の大ベルリン美術展(Große Berliner Kunstausstellung)で入選した。

## 作品

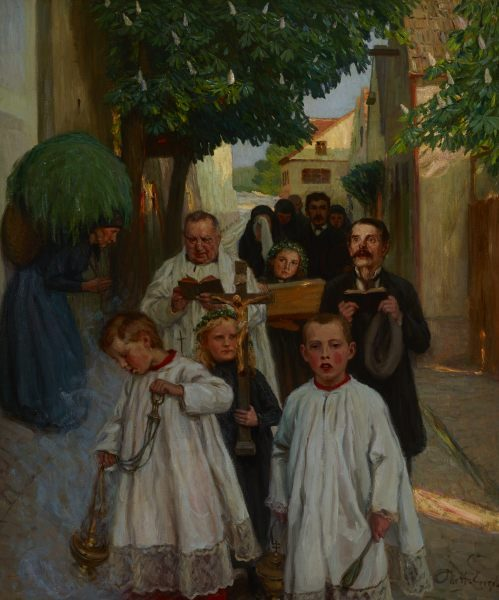
オーバープファルツの葬儀(1894)
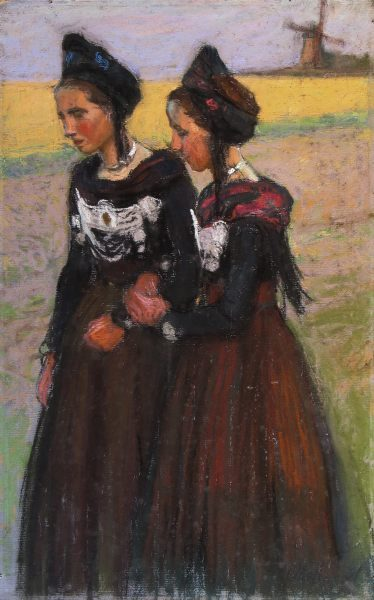
夕陽の中の2人のフリジア女性(1903)
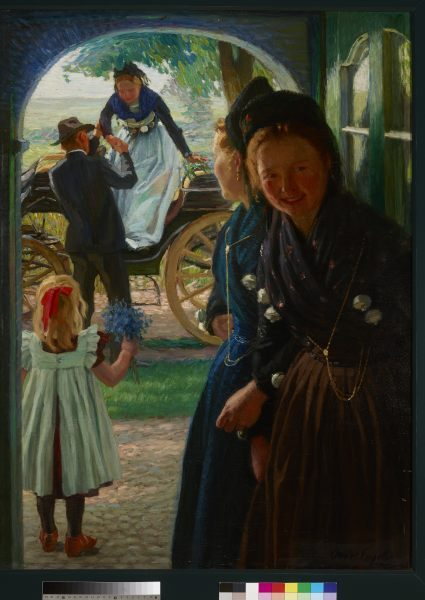
花嫁の出迎え (1907)
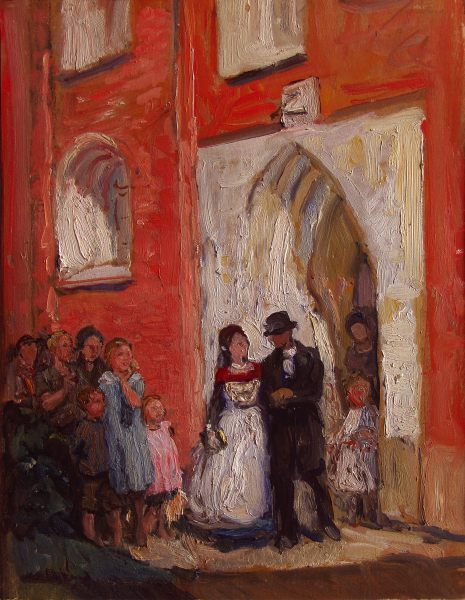
結婚式の後 (1924)